# Lithium-7
Lithium-7 of 7Li is een stabiele isotoop van lithium, een alkalimetaal. Het is een van de twee op Aarde voorkomende isotopen van het element, naast lithium-6 (eveneens stabiel). De abundantie op Aarde bedraagt 92,41%.
Lithium-7 ontstaat onder meer bij het radioactief verval van beryllium-7, beryllium-11 en helium-8.
3Li · 4Li · 5Li · 6Li · 7Li · 8Li · 9Li · 10Li · 10m1Li · 10m2Li · 11Li · 12Li · 13Li